# Los olvidados
Los olvidados és una pel·lícula mexicana de Luis Buñuel Portolés, estrenada el 1950.

## Argument
El Jaibo, un adolescent, s'escapa del correccional i es reuneix al poble amb els seus amics. Amb Pedro i altres nens, intenta atacar el Senyor Carmelo. Alguns dies després, el Jaibo mata, en presència de Pedro, el jove que acusa d'haver-lo denunciat. A partir d'aquest moment, els destins de Pedro i del Jaibo estan tràgicament units.

## Repartiment
- Stella Inda: la mare de Pedro
- Miguel Inclán: don Carmelo, el cec
- Alfonso Mejia: Pedro
- Roberto Cobo: El Jaibo
- Alma Delia Fuentes: Meche
- Francisco Jambrina: el director de l'escola
- Jesús Garcia Navarro: el pare de Julián
- Mario Ramirez: Ojitos

## Premis i nominacions
- Festival de Canes 1951 Premi a la millor direcció.[3]

## Comentaris
Los Olvidados són tots aquests joves mexicans dels anys 1950 llençats socialment a la perifèria de la capital en resposta a una misèria física i intel·lectual que els han llegat les generacions anteriors trencades per l'alcohol i l'analfabetisme.
El medi quotidià deplorable que experimentessin aquests joves adolescents trenca una naturalesa fonamental de bondat que el nen posseeix per defecte.
El drama d'aquests nens és purament intern, la manca total d'amor maternal posa en marxa un enfocament primari de la vida. No tenen cap noció de tendresa.
Al contrari de Miracle a Milà de Vittorio de Sica que ensenyava una misèria social atenuada per la sensibilitat i la bondat destil·lada per Toto envers el seu cercle, aquí el to és dur, sense pietat.
No hi ha comprovació material «rica, pobra» a fer. Aquesta misèria interna és localitzada en un territori ben definit, la sequedat total dels esperits. Una manca de posicionament digna d'aquests nens en comportaments adaptats a la lògica natural de la seva edat els deixa com a verdaderes pedres brutes de la societat lliurades a ells mateixos.
El marc de sortida ha estat completament inexistent, creen doncs els seus propis desequilibris aplicant lleis malvades.
Un director de presó és l'únic personatge que encoratja pel seu discurs tolerant envers els seus nois, i que atenua la fredor del conjunt.
El desenllaç final sembla un alliberament per a Jaibo, desfet finalment de tota aquesta brutícia.